# Esquel
Esquel és una ciutat del nord-oest de la província de Chubut, a l'Argentina, situada en el departament Futaleufú, del qual és capçalera.
És el centre de serveis més important de la serralada chubutense. Posseeix entre els seus recursos econòmics més destacats a la ramaderia, la silvicultura, i el turisme, sent els atractius més destacats el Parque Nacional Los Alerces, el centre d'esquí La Hoya i Laguna La Zeta. Poc més al sud, les viles de Trevelin i Corcovado tanquen la zona lacustre sud de la Patagonia Andina Nord.

## Toponímia

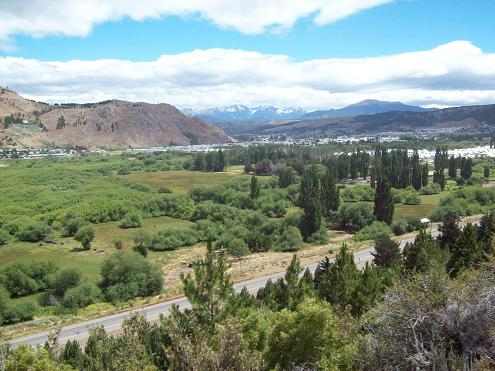
Ciutat de Esquel des de la Trochita

El nom Esquel deriva d'una paraula tsonek que significa card, nom donat per les característiques de la flora local, composta per coirón, neneo, calafate i altres arbustos espinosos, si bé en l'entorn predominen les pastures verdes i tendres així com el parc de fagàcies i els boscos freds i humits en els quals predominen les coníferes i caducifòlies de la selva freda Valdiviense.
La cartografia del segle xix assenyalava freqüentment el lloc amb el nom de "Esket" o variants, ja que així li pronunciaven els aonikenk o tehuelches. els més antics habitants en períodes històrics. En el mapa de l'explorador anglès George Chaworth Musters figura com "Esgel", cartografia que indicava l'existència de jaciments aurífers.
D'altra banda, des de temps immemorials, era lloc de pas gairebé obligat entre un i un altre vessant dels Andes, especialment pel serral que els espanyols nomenaven "Boquete de Oyarzún".

## Població

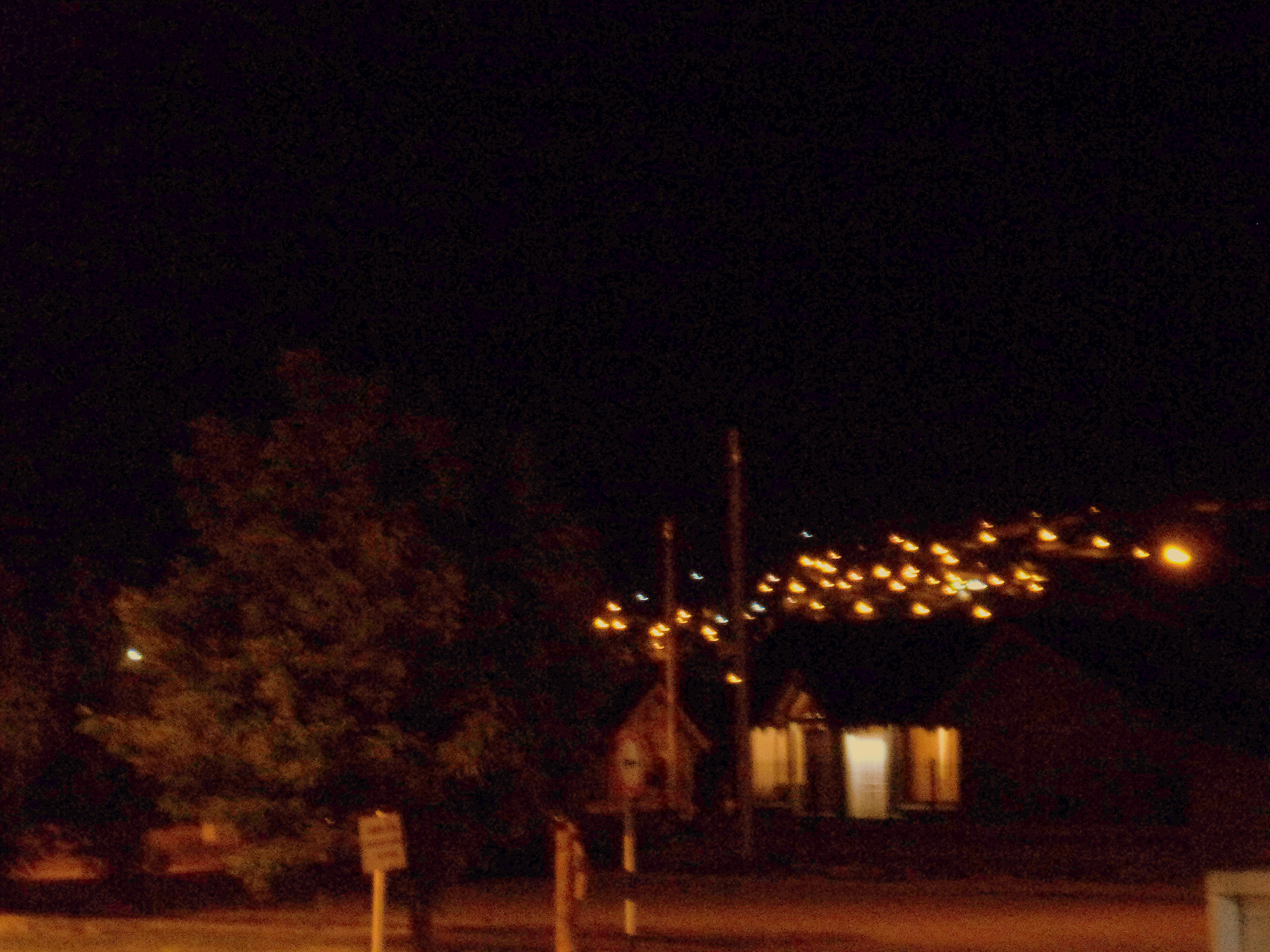
Part de la ciutat de Esquel de nit.

En el cens 2001 va tenir una població de 28.089. A més, aquest cens va revelar que és la ciutat amb major creixement vegetatiu de la província, si s'observa que la població va ser de 17 228 en el cens 1980 i de 22 978 en 1991, veient-se un creixement tènue, però constant, tendència que s'estaria revertiendo a poc a poc d'acord amb les últimes projeccions.
La projecció duta a terme el 30 de desembre de 2008 per la DGEYC va llançar una població del voltant de 39.848. Per al cens 2010 es va conèixer una població del 32 758. Aquesta magnitud situa a Esquel com la localitat cordillerana més poblada de Chubut i quart de la província, superant a la capital provincial. També és la segunda més poblada de la Patagonia andina, darrere de Bariloche i quinzè de la regió.

## Distribució

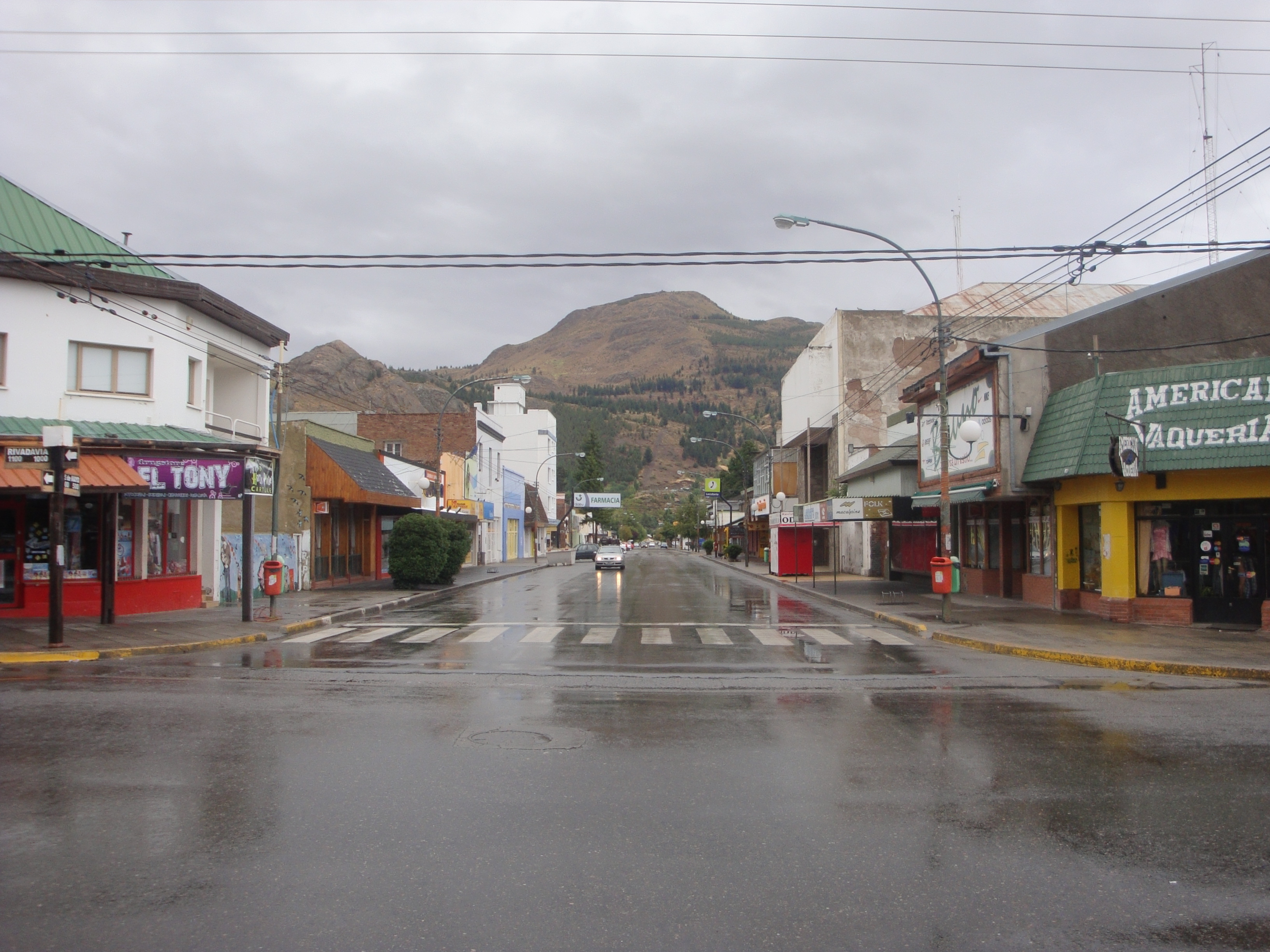
Des de diferents punts de la ciutat es destaquen els turons.

La ciutat es divideix en barris, entre els quals es destaquen Estació, Centre i Cabral, Bella Vista i Vepam.

## Transport
L'Aeroport Brigadier General Antonio Parodi es troba a 22 km. a l'est de la ciutat. Austral Línies Aèries ofereix 6 freqüències setmanals al Aeroparque Jorge Newbery, a la ciutat de Buenos Aires. Per la seva banda, LADE ofereix vols a les ciutats de Comodoro Rivadavia, Trelew i Sant Carlos de Bariloche.
La Ruta Nacional 259 comunica a la ciutat de Esquel amb la localitat de Trevelin i la veïna República de Xile a través del Pas Internacional Futaleufú. La Ruta Nacional 40 comunica a la ciutat amb Sant Carlos de Bariloche cap al nord, amb Comodoro Rivadavia cap al sud i, a través de la Ruta Nacional 25, amb Trelew.
Des de la Terminal de Ómnibus local parteixen serveis a diferents localitats de la Patagonia i cap a Buenos Aires, Còrdova, ciutat de Mendoza i San Salvador de Jujuy.
L'empresa encarregada de recórrer la ciutat és Transporti Sergent Cabral del senyor Oscar Perazzo, on circulen 4 línies de transport públic urbà i un servei diferencial.

## Clima

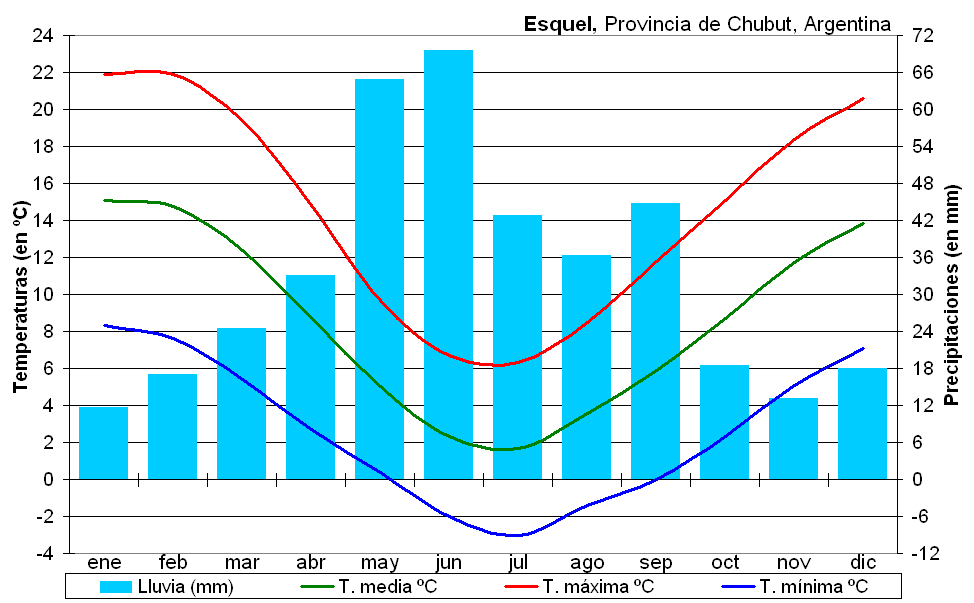
Climograma de Esquel

La ciutat té un clima temperat-fred mediterrani amb escasses precipitacions, de l'ordre dels 500 mm. anuals. L'estiu és sec i suau, amb dies buidats i temperatures màximes de 32 °C. L'hivern és la temporada més plujosa, sobretot en el solstici de juny, i les temperatures són molt baixes, amb unes mitjanes de les mínimes de -3 °C, i les nevades són habituals. Quant als extrems, a l'estiu poden passar els 32 °C i a l'hivern fins a -18 °C. Les estacions intermèdies, primavera i tardor, són fresques i molt variables. A inicis de la tardor, a l'abril, i de la primavera, a l'octubre, es registren constants i intensos vents des del quadrant oest.

## Història

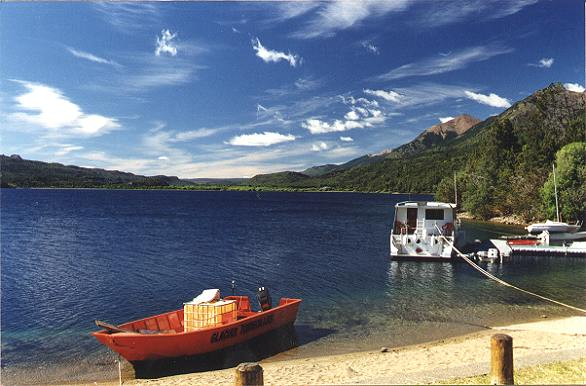
Llac proper a la ciutat muntanyenca.

La ciutat no té acta fundacional. Per tal motiu es considera com a data de naixement de la ciutat el 25 de febrer de 1906, quan Medardo Morelli decideix instal·lar en el lloc una estació de comunicacions telegràfiques. El factor principal del seu naixement és l'arribada de colons gal·lesos a Chubut a partir de 1865. Va néixer com a extensió nord-oriental de la Colònia 16 d'Octubre, el nucli original del qual estava uns 25 km. al sud, a l'actual ciutat de Trevelin (V), que en gal·lès significa poble del molí, en virtut del molí «Els Caminis» que abans funcionava allí.
En 1937 es crea el Parc Nacional Els Làrixs, que es troba a uns 30 km. a l'oest.
El 4 de setembre de 1940 LASO emprèn el primer vol comercial cap a la localitat. El 25 de maig de 1945 arriba el primer servei del ferrocarril. En 1972 comença la construcció del Complex Hidroelèctric Futaleufú, obra de gran envergadura que va atreure inversió, desenvolupament de la infraestructura urbana i un creixement poblacional sense precedents. En 1974 s'obre el centre d'esquí La Foia, per iniciativa del Club Andí Esquel.
La ciutat de Esquel és capçalera de la regió en el departament chubutense de Futaleufú i està situada en un fèrtil i amena vall, sobre els marges del rierol Esquel, envoltada pels turons Nahuel Pa, La Zeta, La Creu, Cerro 21 i La Foia, aquest últim conegut pel centre d'esquí del mateix nom, que compta amb neu fins ben entrada la primavera. La Foia és la muntanya més alta de Esquel, seguint-la el Nahuelpan. Entre els molts llacs d'origen glacial existents en els seus voltants, el més proper és la llacuna La Zeta.
El 2003, a comanda dels habitants de Esquel, constituïts en Assemblea de Veïns Autoconvocados pel No a la Mina, es va celebrar una consulta popular per determinar si la població estava d'acord amb la instal·lació d'una mina d'or. El 81% dels sufragis van ser per la negativa. Aquest tipus de consulta popular va ser la primera de l'Argentina i la segona de Llatinoamèrica.
En 2006, pels 100 anys de la ciutat, el Correu Argentí va emetre una estampilla al·lusiva. Aquest mateix any, la ciutat és triada seu administrativa de la Reserva de la Biosfera Andí Norpatagónica per la UNESCO.

## Educació
La ciutat posseeix una delegació de la Universitat Nacional de la Patagonia Sant Joan Bosco. La seva infraestructura edificada és de 4.300 m², amb 900 alumnes aproximadament (2004). Carreres dictades per facultat:
- Ciències Econòmiques: Administració d'empreses Turístiques, Tècnic Universitari Comptable i Comptador Públic
- Ciències Jurídiques: Advocacia
- Enginyeria: Enginyeria Forestal
- Ciències Naturals: Llicenciatura en Ciències Biològiques
- Humanitats i Ciències Socials: Treball Social (carrera a terme)

## Personatges reconeguts
- Osvaldo Bayer (1927), escriptor, historiador i periodista anarquista.
- Jorge Lafforgue (1935), escriptor, crític literari, professor universitari i editor.

## El Meteorit de Esquel

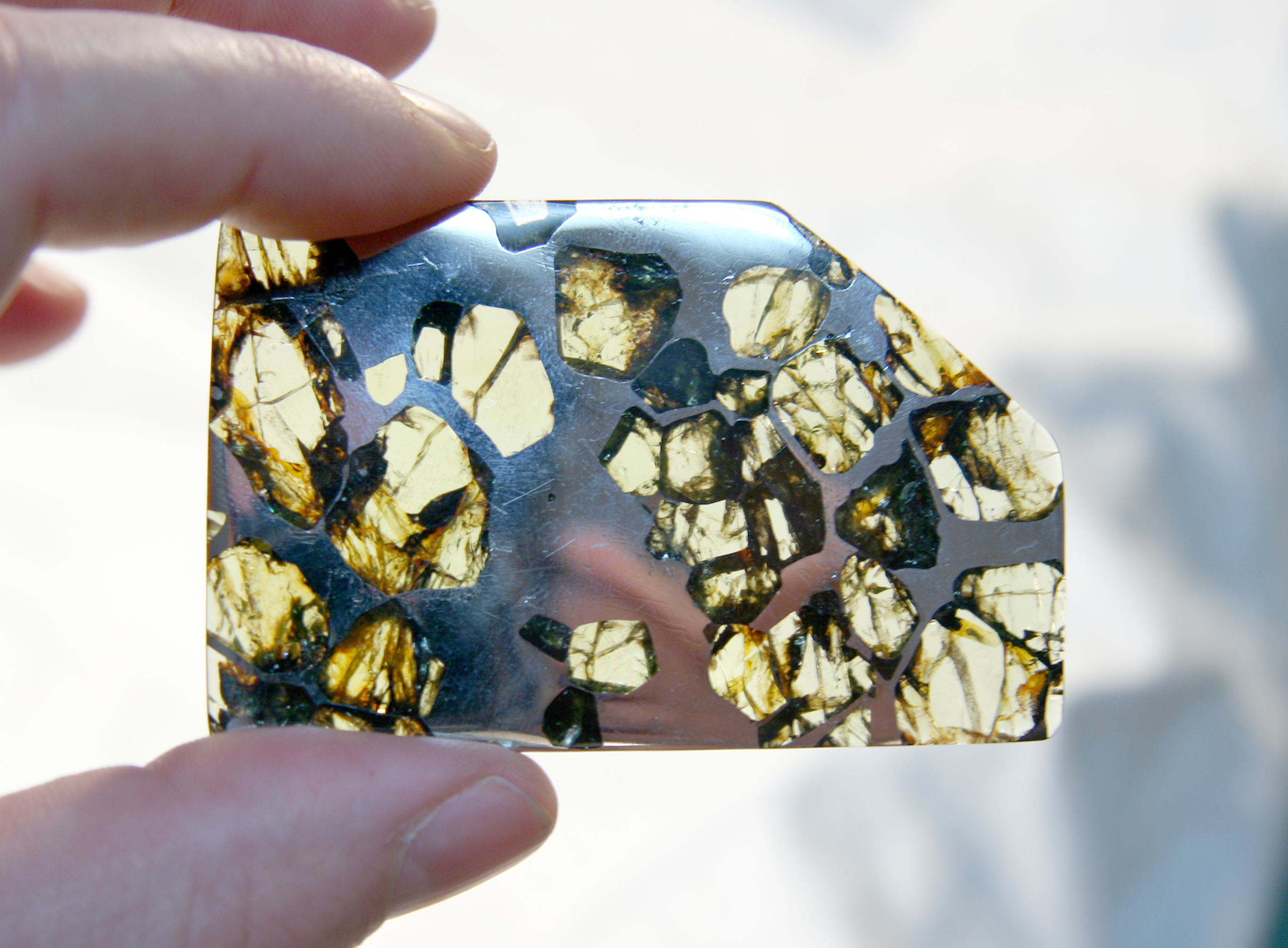
Un tros del meteorit Esquel

En 1951 un camperol va trobar un meteorit de 755 quilograms (1.660 lliures), més tard anomenat Esquel, mentre excavava un pou per a un tanc d'aigua. Durant el tall i poliment, el meteorit va mostrar un cristall groguenc de olivino (peridoto).